# Hedda Wiedersheim-Paul
Hedda Karin Wiedersheim-Paul, född 28 september 1902 i Berlin, död 14 augusti 1995 i Säffle, var en svensk  målare, tecknare, silhuettklippare och teckningslärare. 
Hon var dotter till skriftställaren Adolf Paul och Natalie Brehmer samt syster till Holger Wiedersheim-Paul och Tali Elene Paul. Hon studerade för Adolf Mayer vid Staatliche Kunstschule fûr Zeichenlehrer und Lehrerinnen i Berlin där hon utexaminerades som teckningslärare 1925 och fortsatte därefter sina studier vid Academie für bildende Künste 1925–1927 samt genom självstudier under resor till Schweiz och Italien. Hon bosatte sig i Sverige 1932 och har vid sidan av sitt arbete som teckningslärare varit verksam som konstnär. Separat ställde hon ut i Köping 1936–1937, Tidaholm 1939–1944 och tillsammans med sin syster ställde hon ut på Mässhallen i Stockholm 1943. Hon medverkade i samlingsutställningar i Berlin och på Liljevalchs konsthall i Stockholm. Hennes konst består av herrgårdsinteriörer, porträtt, blomsterstilleben och svenska landskapsskildringar utförda i olja eller akvarell samt silhuettklipp